# Clasificación al Campeonato Europeo Sub-17 de la UEFA 2022
El Campeonato Europeo Sub-17 de la UEFA es la vigésima primera vez que se celebra. La fase final se realizará en Israel.
La primera fase se divide en dos etapas la primera es una Ronda de clasificación comenzará en octubre de 2021 y la segunda corresponde a la Ronda Élite.

## Ronda de Clasificación
En esta ronda participan 52 equipos pertenecientes a la zona UEFA divididos en 13 grupos de 4 equipos cada uno. Un país de cada grupo actúa como anfitrión, jugándose allí un mini torneo.

### Sorteo
El sorteo de la ronda de clasificación se celebró el 9 de diciembre de 2020 a las 10:00 CET (UTC + 1), en la sede de la UEFA en Nyon, Suiza.

### Grupo 1
País anfitrión: Malta
| Equipo     | Pts | PJ | PG | PE | PP | GF | GC | Dif |
| ---------- | --- | -- | -- | -- | -- | -- | -- | --- |
| Turquía    | 7   | 3  | 2  | 1  | 0  | 10 | 4  | +6  |
| Dinamarca  | 7   | 3  | 2  | 1  | 0  | 10 | 4  | +6  |
| Montenegro | 3   | 3  | 1  | 0  | 2  | 3  | 3  | 0   |
| Malta      | 0   | 3  | 0  | 0  | 3  | 2  | 14 | -12 |

| 6 de octubre de 2021 | Turquía                                                | 6:1 (3:0) | Malta               | Hibernians Ground, Paola, Malta |                                |
| 11:00 (CET)          | - Kılıçsoy 15', 78' - Acar 32', 90+2' - Güler 37', 57' | Reporte   | - 67' (pen.) Kayalı | Árbitro(s): Robertas Valikonis  | Árbitro(s): Robertas Valikonis |

| 6 de octubre de 2021 | Montenegro | 0:2 (0:0) | Dinamarca                   | Hibernians Ground, Paola, Malta |                       |
| 16:00 (CET)          |            | Reporte   | - 47' (pen.), 53' Sertdemir | Árbitro(s): Ion Orlic           | Árbitro(s): Ion Orlic |

| 9 de octubre de 2021 | Turquía       | 1:0 (1:0) | Montenegro | Hibernians Ground, Paola, Malta       |                                       |
| 11:00 (CET)          | - Kılıçsoy 7' | Reporte   |            | Árbitro(s): Christian-Petru Ciochirca | Árbitro(s): Christian-Petru Ciochirca |

| 9 de octubre de 2021 | Dinamarca                                                                                   | 5:1 (2:1) | Malta         | Hibernians Ground, Paola, Malta |                                |
| 16:00 (CET)          | - Bøndergaard 10' - Vella 23' (a.g.) - Xerri 49' (a.g.) - Sertdemir 84' (pen.) - Beck 90+4' | Reporte   | - 30' Barbara | Árbitro(s): Robertas Valikonis  | Árbitro(s): Robertas Valikonis |

| 12 de octubre de 2021 | Dinamarca                                                  | 3:3 (3:2) (5:6 p.)         | Turquía                                               | Hibernians Ground, Paola, Malta       |                                       |
| 11:00 (CET)           | - Hansborg-Sørensen 22' - Sertdemir 37' - Sahsah 45'       | Reporte                    | - 7' Kayalı - 33' Bülbül - 69' Kılıçsoy               | Árbitro(s): Christian-Petru Ciochirca | Árbitro(s): Christian-Petru Ciochirca |
|                       |                                                            | Tiros desde el punto penal |                                                       |                                       |                                       |
|                       | - Sertdemir - Højlund - Bakhit - Beck - Bjørnholm - Sahsah |                            | - Yıldız - Yöntem - Bülbül - Güler - Kılıçsoy - Çelik |                                       |                                       |

| 12 de octubre de 2021 | Malta | 0:3 (0:0) | Montenegro                                       | Hibernians Ground, Paola, Malta |                       |
| 16:00 (CET)           |       | Reporte   | - 54' Roganović - 61' Bubanja - 90+5' Mrvaljević | Árbitro(s): Ion Orlic           | Árbitro(s): Ion Orlic |

### Grupo 2
País anfitrión: Letonia
| Equipo          | Pts | PJ | PG | PE | PP | GF | GC | Dif |
| --------------- | --- | -- | -- | -- | -- | -- | -- | --- |
| República Checa | 7   | 3  | 2  | 1  | 0  | 7  | 2  | +5  |
| Suecia          | 5   | 2  | 1  | 1  | 0  | 12 | 4  | +8  |
| Letonia         | 4   | 3  | 1  | 1  | 1  | 6  | 4  | +2  |
| Lituania        | 0   | 3  | 0  | 0  | 3  | 1  | 16 | -15 |

| 23 de septiembre de 2021 | Suecia                                                                                       | 8:0 (6:0) | Lituania | Stadions Arkādija, Riga, Letonia |                               |
| 11:00 (CET)              | - Kanga 1' - Bardagji 5' - Nissen 9', 32', 43' - Ayari 37' - Bazys 82' (a.g.) - Madjed 90+1' | Reporte   |          | Árbitro(s): Henrik Nalbandyan    | Árbitro(s): Henrik Nalbandyan |

| 23 de septiembre de 2021 | Letonia | 0:1 (0:1) | República Checa | Zemgale Olympic Center, Jelgava, Letonia |                            |
| 14:00 (CET)              |         | Reporte   | - 32' Remiáš    | Árbitro(s): Visar Kastrati               | Árbitro(s): Visar Kastrati |

| 26 de septiembre de 2021 | República Checa                                   | 4:0 (1:0) | Lituania | Stadions Arkādija, Riga, Letonia |                               |
| 11:00 (CET)              | - Planka 25' - Pudil 71' - Buryán 73', 77' (pen.) | Reporte   |          | Árbitro(s): Henrik Nalbandyan    | Árbitro(s): Henrik Nalbandyan |

| 23 de noviembre de 2021 | Suecia                  | 2:2 (2:0) | Letonia                       | Zemgale Olympic Center, Jelgava, Letonia |                        |
| 12:00 (CET) | - Tannor 9' - Kanga 14' | Reporte   | - 61' Evelons - 75' Boroduška | Árbitro(s): Igor Pajac                   | Árbitro(s): Igor Pajac |
| El partido programado inicialmente para el 26 de septiembre de 2021 fue suspendido debido a varios casos confirmados de COVID-19 en el equipo de jugadores letones. |                         |           |                               |                                          |                        |

| 31 de octubre de 2021 | Lituania            | 1:4 (1:1) | Letonia                                                  | Zemgale Olympic Center, Jelgava, Letonia |                            |
| 14:00 (CET) | - Kangars 6' (a.g.) | Reporte   | - 24' (pen.), 54' Kangars - 73' Patrikejevs - 83' Sedols | Árbitro(s): Visar Kastrati               | Árbitro(s): Visar Kastrati |
| El partido programado inicialmente para el 29 de septiembre de 2021 fue suspendido debido a varios casos confirmados de COVID-19 en el equipo de jugadores letones. |                     |           |                                                          |                                          |                            |

| 29 de septiembre de 2021 | República Checa                        | 2:2 (1:1) | Suecia                       | Stadions Arkādija, Riga, Letonia |                        |
| 14:00 (CET)              | - Buryán 11' (pen.) - Ayari 52' (a.g.) | Reporte   | - 22', 90+5' (pen.) Bardagji | Árbitro(s): Igor Pajac           | Árbitro(s): Igor Pajac |

### Grupo 3
País anfitrión: Bélgica
| Equipo     | Pts | PJ | PG | PE | PP | GF | GC | Dif |
| ---------- | --- | -- | -- | -- | -- | -- | -- | --- |
| Luxemburgo | 7   | 3  | 2  | 1  | 0  | 6  | 2  | +4  |
| Bélgica    | 6   | 3  | 2  | 0  | 1  | 5  | 1  | +4  |
| Noruega    | 4   | 3  | 1  | 1  | 1  | 5  | 4  | +1  |
| Azerbaiyán | 0   | 3  | 0  | 0  | 3  | 0  | 9  | -9  |

| 6 de octubre de 2021                                    | Azerbaiyán | 0:3     | Noruega | National Training Center Tubize, Tubize, Bélgica |                            |
| 11:00 (CET)                                             |            | Reporte |         | Árbitro(s): Haris Kaljanac                       | Árbitro(s): Haris Kaljanac |
| Noruega gana por walkover ante el retiro de Azerbaiyán. |            |         |         |                                                  |                            |

| 6 de octubre de 2021 | Bélgica | 0:1 (0:0) | Luxemburgo  | National Training Center Tubize, Tubize, Bélgica |                               |
| 18:00 (CET)          |         | Reporte   | - 84' Flick | Árbitro(s): Nikolas Neokleous                    | Árbitro(s): Nikolas Neokleous |

| 9 de octubre de 2021 | Noruega                       | 2:2 (2:0) | Luxemburgo                 | National Training Center Tubize, Tubize, Bélgica |                               |
| 11:00 (CET)          | - Faraas 2' - Nusa 19' (pen.) | Reporte   | - 55' Pereira - 80' Afonso | Árbitro(s): Nikolas Neokleous                    | Árbitro(s): Nikolas Neokleous |

| 9 de octubre de 2021                                    | Bélgica | 3:0     | Azerbaiyán | National Training Center Tubize, Tubize, Bélgica |                            |
| 18:00 (CET)                                             |         | Reporte |            | Árbitro(s): Vitor Ferreira                       | Árbitro(s): Vitor Ferreira |
| Bélgica gana por walkover ante el retiro de Azerbaiyán. |         |         |            |                                                  |                            |

| 12 de octubre de 2021                                      | Luxemburgo | 3:0     | Azerbaiyán | Stade Leburton, Tubize, Bélgica |                            |
| 16:00 (CET)                                                |            | Reporte |            | Árbitro(s): Haris Kaljanac      | Árbitro(s): Haris Kaljanac |
| Luxemburgo gana por walkover ante el retiro de Azerbaiyán. |            |         |            |                                 |                            |

| 12 de octubre de 2021 | Noruega | 0:2 (0:0) | Bélgica                    | National Training Center Tubize, Tubize, Bélgica |                            |
| 16:00 (CET)           |         | Reporte   | - 65' Kinsiona - 68' Talbi | Árbitro(s): Vitor Ferreira                       | Árbitro(s): Vitor Ferreira |

### Grupo 4
País anfitrión: Hungría
| Equipo   | Pts | PJ | PG | PE | PP | GF | GC | Dif |
| -------- | --- | -- | -- | -- | -- | -- | -- | --- |
| Estonia  | 6   | 3  | 2  | 0  | 1  | 3  | 4  | -1  |
| Georgia  | 4   | 3  | 1  | 1  | 1  | 2  | 2  | 0   |
| Hungría  | 4   | 3  | 1  | 1  | 1  | 3  | 1  | +2  |
| Islandia | 2   | 3  | 0  | 2  | 1  | 2  | 3  | -1  |

| 22 de octubre de 2021 | Hungría                                         | 3:0 (2:0) | Estonia | Globall Football Park, Telki, Hungría |                       |
| 17:00 (CET)           | - Szűcs 23' (pen.) - Barkóczi 45' - Lisztes 53' | Reporte   |         | Árbitro(s): Snir Levy                 | Árbitro(s): Snir Levy |

| 22 de octubre de 2021 | Georgia             | 1:1 (1:0) | Islandia         | Budaörsi Városi Stadion, Budaörs, Hungría |                             |
| 17:00 (CET)           | - Alibegashvili 41' | Reporte   | - 81' Gudjohnsen | Árbitro(s): Viktor Shimusik               | Árbitro(s): Viktor Shimusik |

| 25 de octubre de 2021 | Hungría | 0:1 (0:0) | Georgia           | Globall Football Park, Telki, Hungría |                                |
| 17:00 (CET)           |         | Reporte   | - 86' Narimanidze | Árbitro(s): Abdulkadir Bitigen        | Árbitro(s): Abdulkadir Bitigen |

| 25 de octubre de 2021 | Islandia       | 1:2 (1:1) | Estonia                     | Bicskei Sportpálya, Bicske, Hungría |                       |
| 17:00 (CET)           | - Campbell 10' | Reporte   | - 43' Mustmaa - 47' Dikajev | Árbitro(s): Snir Levy               | Árbitro(s): Snir Levy |

| 28 de octubre de 2021 | Islandia | 0:0     | Hungría | Globall Football Park, Telki, Hungría |                                |
| 17:00 (CET)           |          | Reporte |         | Árbitro(s): Abdulkadir Bitigen        | Árbitro(s): Abdulkadir Bitigen |

| 28 de octubre de 2021 | Estonia        | 1:0 (1:0) | Georgia | Bicskei Sportpálya, Bicske, Hungría |                             |
| 17:00 (CET)           | - Jepihhin 33' | Reporte   |         | Árbitro(s): Viktor Shimusik         | Árbitro(s): Viktor Shimusik |

### Grupo 5
País anfitrión: Irlanda
| Equipo              | Pts | PJ | PG | PE | PP | GF | GC | Dif |
| ------------------- | --- | -- | -- | -- | -- | -- | -- | --- |
| Irlanda             | 7   | 3  | 2  | 1  | 0  | 9  | 2  | +7  |
| Polonia             | 5   | 3  | 1  | 2  | 0  | 3  | 2  | +1  |
| Macedonia del Norte | 4   | 3  | 1  | 1  | 1  | 6  | 2  | +4  |
| Andorra             | 0   | 3  | 0  | 0  | 3  | 0  | 12 | -12 |

| 7 de octubre de 2021 | Macedonia del Norte | 0:0     | Polonia | The Mardyke - UCC, Cork, Irlanda |                           |
| 15:00 (CET)          |                     | Reporte |         | Árbitro(s): Adam Ladebäck        | Árbitro(s): Adam Ladebäck |

| 7 de octubre de 2021 | Irlanda                                                         | 5:0 (1:0) | Andorra | Turners Cross, Cork, Irlanda |                              |
| 20:00 (CET)          | - Ferizaj 13' - O'Mahony 59' - Zefi 69' - Curtis 74' - Vata 76' | Reporte   |         | Árbitro(s): Joonas Jaanovits | Árbitro(s): Joonas Jaanovits |

| 10 de octubre de 2021 | Polonia      | 1:0 (0:0) | Andorra | The Mardyke - UCC, Cork, Irlanda |                              |
| 15:00 (CET)           | - Dziuba 47' | Reporte   |         | Árbitro(s): Sigurd Kringstad     | Árbitro(s): Sigurd Kringstad |

| 10 de octubre de 2021 | Irlanda                   | 2:0 (1:0) | Macedonia del Norte | Turners Cross, Cork, Irlanda |                           |
| 20:00 (CET)           | - Vata 31' - O'Mahony 73' | Reporte   |                     | Árbitro(s): Adam Ladebäck    | Árbitro(s): Adam Ladebäck |

| 13 de octubre de 2021 | Polonia                     | 2:2 (2:1) | Irlanda                      | Turners Cross, Cork, Irlanda |                              |
| 14:00 (CET)           | - Sławiński 12' (pen.), 20' | Reporte   | - 27' O'Mahony - 61' Ferizaj | Árbitro(s): Sigurd Kringstad | Árbitro(s): Sigurd Kringstad |

| 13 de octubre de 2021 | Andorra | 0:6 (0:2) | Macedonia del Norte                                                                      | The Mardyke - UCC, Cork, Irlanda |                              |
| 14:00 (CET)           |         | Reporte   | - 9' (a.g.) Acosta - 38', 87' Nazifi - 48' (pen.), 65' Stojanov - 68' (pen.) Gjorgievski | Árbitro(s): Joonas Jaanovits     | Árbitro(s): Joonas Jaanovits |

### Grupo 6
País anfitrión: Rumanía
| Equipo     | Pts | PJ | PG | PE | PP | GF | GC | Dif |
| ---------- | --- | -- | -- | -- | -- | -- | -- | --- |
| Alemania   | 9   | 3  | 3  | 0  | 0  | 18 | 1  | +17 |
| Rusia      | 6   | 3  | 2  | 0  | 1  | 9  | 3  | +6  |
| Rumania    | 3   | 3  | 1  | 0  | 2  | 5  | 7  | -2  |
| San Marino | 0   | 3  | 0  | 0  | 3  | 1  | 22 | -21 |

| 20 de octubre de 2021 | Alemania | 11:0 (5:0) | San Marino | Buftea Football Center, Buftea, Rumania |                                 |
| 14:00 (CET)           | - Pejcinovic 2', 36', 47', 72' - Ibrahimovic 7' - Bischof 18', 40', 77' - Wanner 51' - Krattenmacher 64' - Garcia Posadas 66' | Reporte    |            | Árbitro(s): Ashot Ghaltakhchyan         | Árbitro(s): Ashot Ghaltakhchyan |

| 20 de octubre de 2021 | Rumania | 0:2 (0:1) | Rusia                           | Football Centre FRF Mogoșoaia, Mogoșoaia, Rumania |                            |
| 18:00 (CET)           |         | Reporte   | - 38' Kozlov - 90+3' Komissarov | Árbitro(s): Jasmin Sabotic                        | Árbitro(s): Jasmin Sabotic |

| 23 de octubre de 2021 | Rusia                                                               | 6:1 (2:0) | San Marino  | Buftea Football Center, Buftea, Rumania |                                 |
| 14:00 (CET)           | - Komissarov 8' - Kozlov 20' - Glebov 52', 73', 78' - Ofitserov 71' | Reporte   | - 81' Renzi | Árbitro(s): Ashot Ghaltakhchyan         | Árbitro(s): Ashot Ghaltakhchyan |

| 23 de octubre de 2021 | Alemania                                             | 5:0 (1:0) | Rumania | Football Centre FRF Mogoșoaia, Mogoșoaia, Rumania |                         |
| 18:00 (CET)           | - Ulrich 21' - Pejcinovic 60', 79', 82' - Wanner 88' | Reporte   |         | Árbitro(s): David Munro                           | Árbitro(s): David Munro |

| 26 de octubre de 2021 | Rusia             | 1:2 (1:0) | Alemania                       | Buftea Football Center, Buftea, Rumania |                         |
| 17:00 (CET)           | - Baranovskii 25' | Reporte   | - 73' Weiper - 86' Ibrahimovic | Árbitro(s): David Munro                 | Árbitro(s): David Munro |

| 26 de octubre de 2021 | San Marino | 0:5 (0:2) | Rumania                                                  | Football Centre FRF Mogoșoaia, Mogoșoaia, Rumania |                            |
| 17:00 (CET)           |            | Reporte   | - 43' Moraru - 45+2', 54' Borza - 81' Sali - 85' Caragea | Árbitro(s): Jasmin Sabotic                        | Árbitro(s): Jasmin Sabotic |

### Grupo 7
País anfitrión: Finlandia
| Equipo               | Pts | PJ | PG | PE | PP | GF | GC | Dif |
| -------------------- | --- | -- | -- | -- | -- | -- | -- | --- |
| Suiza                | 7   | 3  | 2  | 1  | 0  | 9  | 1  | +8  |
| Finlandia            | 5   | 3  | 1  | 2  | 0  | 6  | 2  | +4  |
| Bosnia y Herzegovina | 4   | 3  | 1  | 1  | 1  | 7  | 3  | +4  |
| Gibraltar            | 0   | 3  | 0  | 0  | 3  | 1  | 17 | -16 |

| 7 de octubre de 2021 | Bosnia y Herzegovina                                                   | 6:1 (2:0) | Gibraltar     | Myyrmäen jalkapallostadion, Vantaa, Finlandia |                             |
| 12:00 (CET)          | - Zahirović - Prusina - Lamadžama - Pramenković - Damjanić - Misimović | Reporte   | - 59' Bartolo | Árbitro(s): Ishmael Barbara                   | Árbitro(s): Ishmael Barbara |

| 7 de octubre de 2021 | Finlandia     | 1:1 (0:1) | Suiza        | Myyrmäen jalkapallostadion, Vantaa, Finlandia |                            |
| 18:00 (CET)          | - Jalonen 81' | Reporte   | - 16' Demiri | Árbitro(s): Elchin Masiyev                    | Árbitro(s): Elchin Masiyev |

| 10 de octubre de 2021 | Suiza                                                                               | 7:0 (1:0) | Gibraltar | Myyrmäen jalkapallostadion, Vantaa, Finlandia |                             |
| 12:00 (CET)           | - Asllani 20' - Frokaj 47', 82' - Bajrami 49' - Krasniqi 56' - Di Giusto 64', 90+1' | Reporte   |           | Árbitro(s): Ishmael Barbara                   | Árbitro(s): Ishmael Barbara |

| 10 de octubre de 2021 | Bosnia y Herzegovina | 1:1 (1:0) | Finlandia      | Myyrmäen jalkapallostadion, Vantaa, Finlandia |                                |
| 18:00 (CET)           | - Pramenković 21'    | Reporte   | - 56' Hänninen | Árbitro(s): Sebastian Gishamer                | Árbitro(s): Sebastian Gishamer |

| 13 de octubre de 2021 | Suiza        | 1:0 (1:0) | Bosnia y Herzegovina | Bolt Arena, Helsinki, Finlandia |                                |
| 13:00 (CET)           | - Bajrami 3' | Reporte   |                      | Árbitro(s): Sebastian Gishamer  | Árbitro(s): Sebastian Gishamer |

| 13 de octubre de 2021 | Gibraltar | 0:4 (0:2) | Finlandia                                                   | Myyrmäen jalkapallostadion, Vantaa, Finlandia |                            |
| 13:00 (CET)           |           | Reporte   | - 4' Lika - 41' (pen.) Jalonen - 82' Armstrong - 90+3' Hudd | Árbitro(s): Elchin Masiyev                    | Árbitro(s): Elchin Masiyev |

### Grupo 8
País anfitrión: Grecia
| Equipo   | Pts | PJ | PG | PE | PP | GF | GC | Dif |
| -------- | --- | -- | -- | -- | -- | -- | -- | --- |
| Grecia   | 7   | 3  | 2  | 1  | 0  | 4  | 0  | +4  |
| Francia  | 4   | 3  | 1  | 1  | 1  | 4  | 2  | +2  |
| Chipre   | 4   | 3  | 1  | 1  | 1  | 2  | 4  | -2  |
| Moldavia | 1   | 3  | 0  | 1  | 2  | 0  | 4  | -4  |

| 26 de octubre de 2021 | Francia                               | 3:0 (2:0) | Moldavia | Estadio Municipal Katerini, Katerini, Grecia |                            |
| 13:00 (CET)           | - Doué 20' - Saettel 45' - Zidane 85' | Reporte   |          | Árbitro(s): Georgi Davidov                   | Árbitro(s): Georgi Davidov |

| 26 de octubre de 2021 | Chipre | 0:3 (0:1) | Grecia                                                  | Estadio Lazaros Xanthopoulos, Svoronos, Grecia |                         |
| 14:00 (CET)           |        | Reporte   | - 27' Kaloskamis - 73' Gkoumas - 81' (pen.) Mavropoulos | Árbitro(s): Joni Hyytiä                        | Árbitro(s): Joni Hyytiä |

| 29 de octubre de 2021 | Francia     | 1:1 (1:0) | Chipre               | Estadio Municipal Katerini, Katerini, Grecia |                          |
| 13:00 (CET)           | - Akalé 13' | Reporte   | - 90+4' Charalambous | Árbitro(s): Sandi Putros                     | Árbitro(s): Sandi Putros |

| 29 de octubre de 2021 | Grecia | 0:0     | Moldavia | Estadio Lazaros Xanthopoulos, Svoronos, Grecia |                            |
| 14:00 (CET)           |        | Reporte |          | Árbitro(s): Georgi Davidov                     | Árbitro(s): Georgi Davidov |

| 1 de noviembre de 2021 | Grecia        | 1:0 (0:0) | Francia | Estadio Municipal Katerini, Katerini, Grecia |                          |
| 15:00 (CET)            | - Alexiou 75' | Reporte   |         | Árbitro(s): Sandi Putros                     | Árbitro(s): Sandi Putros |

| 1 de noviembre de 2021 | Moldavia | 0:1 (0:1) | Chipre      | Estadio Lazaros Xanthopoulos, Svoronos, Grecia |                         |
| 15:00 (CET)            |          | Reporte   | - 29' Savva | Árbitro(s): Joni Hyytiä                        | Árbitro(s): Joni Hyytiä |

### Grupo 9
País anfitrión: Austria
| Equipo      | Pts | PJ | PG | PE | PP | GF | GC | Dif |
| ----------- | --- | -- | -- | -- | -- | -- | -- | --- |
| Eslovenia   | 9   | 3  | 3  | 0  | 0  | 13 | 0  | +13 |
| Kosovo      | 6   | 3  | 2  | 0  | 1  | 2  | 1  | +1  |
| Austria     | 3   | 3  | 1  | 0  | 2  | 2  | 4  | -2  |
| Islas Feroe | 0   | 3  | 0  | 0  | 3  | 0  | 11 | -11 |

| 6 de octubre de 2021 | Islas Feroe | 0:8 (0:4) | Eslovenia                                                                                           | Sportschule Lindabrunn, Enzesfeld-Lindabrunn, Austria |                                  |
| 11:00 (CET)          |             | Reporte   | - 7', 23' Potočnik - 19' Čuk - 42' Ristić - 56' (a.g.) Bjarkhamar - 70' Štricelj - 80', 85' Kovačič | Árbitro(s): Irakli Kvirikashvili                      | Árbitro(s): Irakli Kvirikashvili |

| 6 de octubre de 2021 | Austria | 0:1 (0:0) | Kosovo         | FCM Traiskirchen, Traiskirchen, Austria |                                |
| 18:30 (CET)          |         | Reporte   | - 53' Krasniqi | Árbitro(s): Viktor Kopiievskyi          | Árbitro(s): Viktor Kopiievskyi |

| 9 de octubre de 2021 | Eslovenia    | 1:0 (0:0) | Kosovo | Sportschule Lindabrunn, Enzesfeld-Lindabrunn, Austria |                                |
| 11:00 (CET)          | - Ristić 68' | Reporte   |        | Árbitro(s): Viktor Kopiievskyi                        | Árbitro(s): Viktor Kopiievskyi |

| 9 de octubre de 2021 | Austria                                 | 2:0 (1:0) | Islas Feroe | FCM Traiskirchen, Traiskirchen, Austria |                             |
| 18:30 (CET)          | - Scharner 45' (pen.) - Ibrahimoglu 75' | Reporte   |             | Árbitro(s): Vassilis Fotias             | Árbitro(s): Vassilis Fotias |

| 12 de octubre de 2021 | Eslovenia                                                             | 4:0 (3:0) | Austria | FCM Traiskirchen, Traiskirchen, Austria |                             |
| 15:30 (CET)           | - Potočnik 2' (pen.) - Schöller 27' (a.g.) - Čuk 40' - Stojinović 50' | Reporte   |         | Árbitro(s): Vassilis Fotias             | Árbitro(s): Vassilis Fotias |

| 12 de octubre de 2021 | Kosovo       | 1:0 (0:0) | Islas Feroe | Sportschule Lindabrunn, Enzesfeld-Lindabrunn, Austria |                                  |
| 15:30 (CET)           | - Bllaca 59' | Reporte   |             | Árbitro(s): Irakli Kvirikashvili                      | Árbitro(s): Irakli Kvirikashvili |

### Grupo 10
País anfitrión: Serbia
| Equipo        | Pts | PJ | PG | PE | PP | GF | GC | Dif |
| ------------- | --- | -- | -- | -- | -- | -- | -- | --- |
| Bulgaria      | 9   | 3  | 3  | 0  | 0  | 8  | 0  | +8  |
| Serbia        | 6   | 3  | 2  | 0  | 1  | 12 | 2  | +10 |
| Croacia       | 3   | 3  | 1  | 0  | 2  | 3  | 2  | +1  |
| Liechtenstein | 0   | 3  | 0  | 0  | 3  | 0  | 19 | -19 |

| 21 de octubre de 2021 | Bulgaria       | 1:0 (1:0) | Croacia | Sports Center of FA of Serbia, Stara Pazova, Serbia |                          |
| 12:00 (CET)           | - Georgiev 18' | Reporte   |         | Árbitro(s): Andrew Davey                            | Árbitro(s): Andrew Davey |

| 21 de octubre de 2021 | Serbia | 11:0 (4:0) | Liechtenstein | Sports Center of FA of Serbia, Stara Pazova, Serbia |                             |
| 18:00 (CET)           | - Šljivić 15', 36' - Bubanj 23', 50', 53' - Milošević 29', 52', 58' - Radonjić 75' - Nikolašević 86', 90' | Reporte    |               | Árbitro(s): Philip Farrugia                         | Árbitro(s): Philip Farrugia |

| 24 de octubre de 2021 | Croacia                                                | 3:0 (1:0) | Liechtenstein | Sports Center of FA of Serbia, Stara Pazova, Serbia |                             |
| 12:00 (CET)           | - Ivković 14' - Weissenhofer 53' (a.g.) - Košćević 84' | Reporte   |               | Árbitro(s): Philip Farrugia                         | Árbitro(s): Philip Farrugia |

| 24 de octubre de 2021 | Serbia | 0:2 (0:0) | Bulgaria                   | Sports Center of FA of Serbia, Stara Pazova, Serbia |                             |
| 18:00 (CET)           |        | Reporte   | - 60' Raychev - 70' Mitkov | Árbitro(s): Allard Lindhout                         | Árbitro(s): Allard Lindhout |

| 27 de octubre de 2021 | Croacia | 0:1 (0:0) | Serbia       | Sports Center of FA of Serbia, Stara Pazova, Serbia |                             |
| 14:00 (CET)           |         | Reporte   | - 63' Bubanj | Árbitro(s): Allard Lindhout                         | Árbitro(s): Allard Lindhout |

| 27 de octubre de 2021 | Liechtenstein | 0:5 (0:3) | Bulgaria                                                  | Sports Center of FA of Serbia, Stara Pazova, Serbia |                          |
| 14:00 (CET)           |               | Reporte   | - Kirev 09', 38', 73' - Stoyanov 28' - Marinov 58' (pen.) | Árbitro(s): Andrew Davey                            | Árbitro(s): Andrew Davey |

### Grupo 11
País anfitrión: Portugal
| Equipo     | Pts | PJ | PG | PE | PP | GF | GC | Dif |
| ---------- | --- | -- | -- | -- | -- | -- | -- | --- |
| Ucrania    | 6   | 3  | 2  | 0  | 1  | 7  | 5  | +2  |
| Portugal   | 6   | 3  | 2  | 0  | 1  | 9  | 3  | +6  |
| Gales      | 4   | 3  | 1  | 1  | 1  | 4  | 4  | 0   |
| Kazajistán | 1   | 3  | 0  | 1  | 2  | 1  | 9  | -8  |

| 10 de noviembre de 2021 | Portugal                                                                        | 5:0 (2:0) | Kazajistán | Estadio Algarve, Faro, Portugal |                               |
| 19:00 (CET)             | - Abdullayev 3' (a.g.), 40' (a.g.) - Santos 47' - Pinto 49' - Veloso 58' (pen.) | Reporte   |            | Árbitro(s): Mileta Šćepanović   | Árbitro(s): Mileta Šćepanović |

| 10 de noviembre de 2021 | Gales                                    | 3:1 (1:0) | Ucrania      | Estádio Municipal de Albufeira, Albufeira, Portugal |                              |
| 19:00 (CET)             | - Harris 44' - Roberts 57' - Fleming 83' | Reporte   | - 76' Balaba | Árbitro(s): Igor Stojchevski                        | Árbitro(s): Igor Stojchevski |

| 13 de noviembre de 2021 | Portugal                     | 2:0 (1:0) | Gales | Estadio Algarve, Faro, Portugal       |                                       |
| 19:00 (CET)             | - Monteiro 18' - Ribeiro 86' | Reporte   |       | Árbitro(s): Christian-Petru Ciochirca | Árbitro(s): Christian-Petru Ciochirca |

| 13 de noviembre de 2021 | Ucrania                                        | 3:0 (2:0) | Kazajistán | Estádio Municipal de Albufeira, Albufeira, Portugal |                               |
| 19:00 (CET)             | - Gusiev 45' - Mykytiuk 45+2' - Kremchanin 76' | Reporte   |            | Árbitro(s): Mileta Šćepanović                       | Árbitro(s): Mileta Šćepanović |

| 16 de noviembre de 2021 | Ucrania                                  | 3:2 (1:1) | Portugal                               | Estadio Algarve, Faro, Portugal       |                                       |
| 17:00 (CET)             | - Gusiev 43' - Dzen 61' - Kremchanin 81' | Reporte   | - 13' (pen.) Gonçalves - 57' Rodrigues | Árbitro(s): Christian-Petru Ciochirca | Árbitro(s): Christian-Petru Ciochirca |

| 16 de noviembre de 2021 | Kazajistán | 1:1 (1:1) | Gales      | Estádio Municipal de Albufeira, Albufeira, Portugal |                              |
| 17:00 (CET)             | - Nurymbet | Reporte   | - Benjamin | Árbitro(s): Igor Stojchevski                        | Árbitro(s): Igor Stojchevski |

### Grupo 12
País anfitrión: Irlanda del Norte
| Equipo            | Pts | PJ | PG | PE | PP | GF | GC | Dif |
| ----------------- | --- | -- | -- | -- | -- | -- | -- | --- |
| Italia            | 9   | 3  | 3  | 0  | 0  | 10 | 0  | +10 |
| Escocia           | 6   | 3  | 2  | 0  | 1  | 6  | 7  | -1  |
| Irlanda del Norte | 1   | 3  | 0  | 1  | 2  | 4  | 7  | -3  |
| Albania           | 1   | 3  | 0  | 1  | 2  | 4  | 10 | -6  |

| 27 de octubre de 2021 | Irlanda del Norte             | 2:3 (2:1) | Escocia                        | Mourneview Park, Lurgan, Irlanda del Norte |                          |
| 16:00 (CET)           | - Mccallion 8' - Kellyman 40' | Reporte   | - 15', 87' Wilson - 79' Sharpe | Árbitro(s): Urs Schnyder                   | Árbitro(s): Urs Schnyder |

| 27 de octubre de 2021 | Italia                                                                             | 5:0 (2:0) | Albania | Shamrock Park, Portadown, Irlanda del Norte |                           |
| 20:00 (CET)           | - Di Maggio 9' - Ciammaglichella 19' - Bruno 55' - Bolzan 64' (pen.) - Marconi 66' | Reporte   |         | Árbitro(s): Ferenc Karakó                   | Árbitro(s): Ferenc Karakó |

| 30 de octubre de 2021 | Italia                        | 2:0 (0:0) | Irlanda del Norte | Inver Park, Larne, Irlanda del Norte |                       |
| 16:00 (CET)           | - Carboni 48' - Marconi 90+3' | Reporte   |                   | Árbitro(s): Dario Bel                | Árbitro(s): Dario Bel |

| 30 de octubre de 2021 | Escocia                              | 3:2 (1:1) | Albania                        | Seaview, Belfast, Irlanda del Norte |                           |
| 20:00 (CET)           | - Wilson 27' - Moore 60' - Allen 66' | Reporte   | - 12' Kosmallari - 90+1' Kurti | Árbitro(s): Ferenc Karakó           | Árbitro(s): Ferenc Karakó |

| 2 de noviembre de 2021 | Escocia | 0:3 (0:1) | Italia                                            | Shamrock Park, Portadown, Irlanda del Norte |                       |
| 17:00 (CET)            |         | Reporte   | - 31' Di Maggio - 50' (pen.) Carboni - 87' Bolzan | Árbitro(s): Dario Bel                       | Árbitro(s): Dario Bel |

| 2 de noviembre de 2021 | Albania                   | 2:2 (1:0) | Irlanda del Norte         | The Oval, Belfast, Irlanda del Norte |                          |
| 17:00 (CET)            | - Ageja 34' - Haxhari 66' | Reporte   | - 52' Boyd - 84' Kellyman | Árbitro(s): Urs Schnyder             | Árbitro(s): Urs Schnyder |

### Grupo 13
País anfitrión: Bielorrusia
| Equipo      | Pts | PJ | PG | PE | PP | GF | GC | Dif |
| ----------- | --- | -- | -- | -- | -- | -- | -- | --- |
| Inglaterra  | 7   | 3  | 2  | 1  | 0  | 10 | 2  | +8  |
| Eslovaquia  | 5   | 3  | 1  | 2  | 0  | 7  | 2  | +5  |
| Bielorrusia | 4   | 3  | 1  | 1  | 1  | 2  | 1  | +1  |
| Armenia     | 0   | 3  | 0  | 0  | 3  | 0  | 14 | -14 |

| 16 de octubre de 2021 | Inglaterra                                                                                                   | 7:0 (2:0) | Armenia | Estadio Dinamo, Minsk, Bielorrusia |                             |
| 14:00 (CET)           | - Avetisyan 23' (a.g.) - Feeney 37' - Tezgel 56' - Taylor 64' - Duberry 77' - Donley 88' (pen.) - Mainoo 89' | Reporte   |         | Árbitro(s): Milos Milanovic        | Árbitro(s): Milos Milanovic |

| 16 de octubre de 2021 | Bielorrusia | 0:0     | Eslovaquia | Borísov Arena, Borísov, Bielorrusia |                              |
| 16:00 (CET)           |             | Reporte |            | Árbitro(s): Andrei Chivulete        | Árbitro(s): Andrei Chivulete |

| 19 de octubre de 2021 | Eslovaquia                                         | 5:0 (3:0) | Armenia | Estadio Traktar, Minsk, Bielorrusia |                             |
| 14:00 (CET)           | - Svoboda 5', 40' - Rehuš 24', 54' - Záhradník 82' | Reporte   |         | Árbitro(s): Milos Milanovic         | Árbitro(s): Milos Milanovic |

| 19 de octubre de 2021 | Inglaterra   | 1:0 (1:0) | Bielorrusia | Estadio Haradski, Borísov, Bielorrusia |                          |
| 17:00 (CET)           | - Donley 27' | Reporte   |             | Árbitro(s): Ondřej Berka               | Árbitro(s): Ondřej Berka |

| 22 de octubre de 2021 | Eslovaquia                  | 2:2 (2:0) | Inglaterra                         | Borísov Arena, Borísov, Bielorrusia |                          |
| 16:00 (CET)           | - Rehuš 22' - Záhradník 40' | Reporte   | - 71' (pen.) Tezgel - 88' O’Reilly | Árbitro(s): Ondřej Berka            | Árbitro(s): Ondřej Berka |

| 22 de octubre de 2021 | Armenia | 0:2 (0:1) | Bielorrusia                   | Estadio Haradski, Borísov, Bielorrusia |                              |
| 16:00 (CET)           |         | Reporte   | - 35' Siukou - 85' Mialkouski | Árbitro(s): Andrei Chivulete           | Árbitro(s): Andrei Chivulete |

### Ranking de los terceros puestos
Los cuatro mejores terceros lugares de los 13 grupos pasaban a la siguiente ronda junto a los 2 mejores de cada grupo. (Se contabilizan los resultados obtenidos en contra de los ganadores y los segundos clasificados de cada grupo).
| Pos. | Grupo | Equipo               | PJ | PG | PE | PP | GF | GC | DG | Pts |
| ---- | ----- | -------------------- | -- | -- | -- | -- | -- | -- | -- | --- |
| 1    | 4     | Hungría              | 2  | 1  | 0  | 1  | 3  | 1  | +2 | 3   |
| 2    | 11    | Gales                | 2  | 1  | 0  | 1  | 3  | 3  | 0  | 3   |
| 3    | 2     | Letonia              | 2  | 0  | 1  | 1  | 2  | 3  | -1 | 1   |
| 4    | 7     | Bosnia y Herzegovina | 2  | 0  | 1  | 1  | 1  | 2  | -1 | 1   |
| 5    | 13    | Bielorrusia          | 2  | 0  | 1  | 1  | 0  | 1  | -1 | 1   |
| 6    | 3     | Noruega              | 2  | 0  | 1  | 1  | 2  | 4  | -2 | 1   |
| 7    | 5     | Macedonia del Norte  | 2  | 0  | 1  | 1  | 0  | 2  | -2 | 1   |
| 8    | 8     | Chipre               | 2  | 0  | 1  | 1  | 1  | 4  | -3 | 1   |
| 9    | 10    | Croacia              | 2  | 0  | 0  | 2  | 0  | 2  | -2 | 0   |
| 10   | 12    | Irlanda del Norte    | 2  | 0  | 0  | 2  | 2  | 5  | -3 | 0   |
| 11   | 1     | Montenegro           | 2  | 0  | 0  | 2  | 0  | 3  | -3 | 0   |
| 12   | 9     | Austria              | 2  | 0  | 0  | 2  | 0  | 5  | -5 | 0   |
| 13   | 6     | Rumania              | 2  | 0  | 0  | 2  | 0  | 7  | -7 | 0   |

## Ronda élite

### Sorteo
El sorteo de la ronda élite se llevó a cabo el 8 de diciembre de 2021, en la sede de la UEFA en Nyon, Suiza.

### Grupo 1
País anfitrión:  Países Bajos
| Equipo       | Pts | PJ | PG | PE | PP | GF | GC | Dif |
| ------------ | --- | -- | -- | -- | -- | -- | -- | --- |
| Países Bajos | 5   | 3  | 1  | 2  | 0  | 3  | 1  | +2  |
| Hungría      | 4   | 3  | 1  | 1  | 1  | 4  | 4  | 0   |
| Grecia       | 3   | 3  | 0  | 3  | 0  | 2  | 2  | 0   |
| Eslovaquia   | 2   | 3  | 0  | 2  | 1  | 3  | 5  | -2  |

| 24 de marzo de 2022 | Países Bajos            | 2:0 (1:0) | Hungría | Sportpark Parkzicht, Uden, Países Bajos |                          |
| 16:00 (CET)         | - Slory 4' - Babadi 71' | Reporte   |         | Árbitro(s): Nikola Popov                | Árbitro(s): Nikola Popov |

| 24 de marzo de 2022 | Eslovaquia  | 1:1 (0:1) | Grecia                  | Sportpark De Wieen, Venray, Países Bajos |                           |
| 19:00 (CET)         | - Sauer 79' | Reporte   | - 41' (pen.) Georgiadis | Árbitro(s): Novak Simović                | Árbitro(s): Novak Simović |

| 27 de marzo de 2022 | Grecia          | 1:1 (1:0) | Hungría         | Sportpark Parkzicht, Uden, Países Bajos |                           |
| 10:00 (CET)         | - Gkitersos 30' | Reporte   | - 90+3' Komlósi | Árbitro(s): Novak Simović               | Árbitro(s): Novak Simović |

| 27 de marzo de 2022 | Países Bajos        | 1:1 (0:1) | Eslovaquia | Sportpark De Wieen, Venray, Países Bajos |                            |
| 14:00 (CET)         | - Babadi 66' (pen.) | Reporte   | - 9' Sauer | Árbitro(s): Jamie Robinson               | Árbitro(s): Jamie Robinson |

| 30 de marzo de 2022 | Grecia | 0:0     | Países Bajos | Sportpark Parkzicht, Uden, Países Bajos |                          |
| 14:00 (CET)         |        | Reporte |              | Árbitro(s): Nikola Popov                | Árbitro(s): Nikola Popov |

| 30 de marzo de 2022 | Hungría                                | 3:1 (2:1) | Eslovaquia           | Sportpark De Wieen, Venray, Países Bajos |                            |
| 14:00 (CET)         | - Lisztes 4' - Komlósi 25' - Pesti 63' | Reporte   | - 12' (a.g.) Komlósi | Árbitro(s): Jamie Robinson               | Árbitro(s): Jamie Robinson |

### Grupo 2
País anfitrión:  Dinamarca
| Equipo    | Pts | PJ | PG | PE | PP | GF | GC | Dif |
| --------- | --- | -- | -- | -- | -- | -- | -- | --- |
| Dinamarca | 7   | 3  | 2  | 1  | 0  | 10 | 4  | +6  |
| Suecia    | 5   | 3  | 1  | 2  | 0  | 4  | 2  | +2  |
| Suiza     | 3   | 3  | 1  | 0  | 2  | 1  | 7  | -6  |
| Letonia   | 1   | 3  | 0  | 1  | 2  | 2  | 4  | -2  |

| 23 de marzo de 2022 | Suiza      | 1:0 (0:0) | Letonia | Estadio Silkeborg, Silkeborg, Dinamarca |                          |
| 13:00 (CET)         | - Deme 68' | Reporte   |         | Árbitro(s): Ondřej Berka                | Árbitro(s): Ondřej Berka |

| 23 de marzo de 2022 | Suecia                   | 2:2 (0:2) | Dinamarca                    | Estadio Silkeborg, Silkeborg, Dinamarca |                              |
| 19:00 (CET)         | - Kanga 49' - Madjed 52' | Reporte   | - 9' Simmelhack - 42' Sahsah | Árbitro(s): Igor Stojchevski            | Árbitro(s): Igor Stojchevski |

| 26 de marzo de 2022 | Suiza | 0:2 (0:1) | Suecia            | Estadio Silkeborg, Silkeborg, Dinamarca |                         |
| 13:00 (CET)         |       | Reporte   | - 36', 69' Madjed | Árbitro(s): Mario Zebec                 | Árbitro(s): Mario Zebec |

| 26 de marzo de 2022 | Dinamarca                                   | 3:2 (3:0) | Letonia                           | Estadio Silkeborg, Silkeborg, Dinamarca |                          |
| 19:00 (CET)         | - Andreasen 1' - Hansborg-Sørensen 29', 31' | Reporte   | - 28' Patrikejevs - 90+3' Adītājs | Árbitro(s): Ondřej Berka                | Árbitro(s): Ondřej Berka |

| 29 de marzo de 2022 | Dinamarca                                                                   | 5:0 (2:0) | Suiza | Ikast Stadion, Ikast, Dinamarca |                              |
| 12:00 (CET)         | - Bjørnholm 19' - Hansborg-Sørensen 41', 73' - Højlund 64' - Simmelhack 82' | Reporte   |       | Árbitro(s): Igor Stojchevski    | Árbitro(s): Igor Stojchevski |

| 29 de marzo de 2022 | Letonia | 0:0     | Suecia | Estadio Silkeborg, Silkeborg, Dinamarca |                         |
| 12:00 (CET)         |         | Reporte |        | Árbitro(s): Mario Zebec                 | Árbitro(s): Mario Zebec |

### Grupo 3
País anfitrión:  Escocia
| Equipo          | Pts | PJ | PG | PE | PP | GF | GC | Dif |
| --------------- | --- | -- | -- | -- | -- | -- | -- | --- |
| Alemania        | 9   | 3  | 3  | 0  | 0  | 12 | 2  | +10 |
| Escocia         | 4   | 3  | 1  | 1  | 1  | 8  | 7  | +1  |
| Georgia         | 3   | 3  | 1  | 0  | 2  | 3  | 10 | -7  |
| República Checa | 1   | 3  | 0  | 1  | 2  | 5  | 9  | -4  |

| 23 de marzo de 2022 | Escocia             | 2:2 (0:2) | República Checa           | Falkirk Stadium, Falkirk, Escocia |                             |
| 13:00 (CET)         | - Wilson 72', 90+3' | Reporte   | - 40' Pudil - 44' Paluska | Árbitro(s): Ishmael Barbara       | Árbitro(s): Ishmael Barbara |

| 23 de marzo de 2022 | Alemania                                       | 3:0 (1:0) | Georgia | Falkirk Stadium, Falkirk, Escocia |                              |
| 19:00 (CET)         | - Bischof 26' - Weiper 76' - Krattenmacher 87' | Reporte   |         | Árbitro(s): Sigurd Kringstad      | Árbitro(s): Sigurd Kringstad |

| 26 de marzo de 2022 | Alemania                                              | 4:0 (1:0) | Escocia | Falkirk Stadium, Falkirk, Escocia  |                                    |
| 13:00 (CET)         | - Bischof 30', 57' - Pejcinovic 46' - Ibrahimovic 76' | Reporte   |         | Árbitro(s): Ivar Orri Kristjansson | Árbitro(s): Ivar Orri Kristjansson |

| 26 de marzo de 2022 | República Checa | 1:2 (0:1) | Georgia                          | Falkirk Stadium, Falkirk, Escocia |                             |
| 19:00 (CET)         | - Rus 63'       | Reporte   | - 35' Narimanidze - 77' Parkadze | Árbitro(s): Ishmael Barbara       | Árbitro(s): Ishmael Barbara |

| 29 de marzo de 2022 | República Checa                 | 2:5 (1:3) | Alemania                                                    | New Douglas Park, Hamilton, Escocia |                              |
| 16:30 (CET)         | - Rus 13' - Gaszczyk 86' (pen.) | Reporte   | - 11', 42', 90' Pejcinovic - 15' (a.g.) Remiáš - 47' Wanner | Árbitro(s): Sigurd Kringstad        | Árbitro(s): Sigurd Kringstad |

| 29 de marzo de 2022 | Georgia         | 1:6 (0:3) | Escocia                                                                | Falkirk Stadium, Falkirk, Escocia  |                                    |
| 16:30 (CET)         | - Khachidze 47' | Reporte   | - 9' Cooper - 43', 44', 84' Doak - 51' Wilson - 61' (a.g.) Kharchilava | Árbitro(s): Ivar Orri Kristjansson | Árbitro(s): Ivar Orri Kristjansson |

### Grupo 4
País anfitrión:  Bosnia y Herzegovina
| Equipo               | Pts | PJ | PG | PE | PP | GF | GC | Dif |
| -------------------- | --- | -- | -- | -- | -- | -- | -- | --- |
| España               | 9   | 3  | 3  | 0  | 0  | 9  | 1  | +8  |
| Bélgica              | 6   | 3  | 2  | 0  | 1  | 14 | 2  | +12 |
| Bosnia y Herzegovina | 3   | 3  | 1  | 0  | 2  | 3  | 11 | -8  |
| Estonia              | 0   | 3  | 0  | 0  | 3  | 2  | 14 | -12 |

| 23 de marzo de 2022 | España                                                    | 4:1 (1:0) | Bosnia y Herzegovina | Stadium Etno Selo Stanišići, Bijeljina, Bosnia y Herzegovina |                                |
| 15:00 (CET)         | - Vianna 28', 69' - Casals 50' - Moreno Alcalá 78' (pen.) | Reporte   | - 53' Brkic          | Árbitro(s): Robert Ian Jenkins                               | Árbitro(s): Robert Ian Jenkins |

| 23 de marzo de 2022 | Bélgica                                                                                     | 8:1 (4:1) | Estonia       | Novi Gradski, Ugljevik, Bosnia y Herzegovina |                            |
| 15:00 (CET)         | - Fofana 10', 27', 41' - Al Mazyani 44' - Kinsiona 50' - Burlet 56' - Godts 58' - Talbi 88' | Reporte   | - 40' Mustmaa | Árbitro(s): Arda Kardeşler                   | Árbitro(s): Arda Kardeşler |

| 26 de marzo de 2022 | España                | 1:0 (1:0) | Bélgica | Stadium Etno Selo Stanišići, Bijeljina, Bosnia y Herzegovina |                                |
| 15:00 (CET)         | - Carvalho Vianna 39' | Reporte   |         | Árbitro(s): Robert Ian Jenkins                               | Árbitro(s): Robert Ian Jenkins |

| 26 de marzo de 2022 | Estonia       | 1:2 (1:1) | Bosnia y Herzegovina            | Novi Gradski, Ugljevik, Bosnia y Herzegovina |                            |
| 15:00 (CET)         | - Kolobov 27' | Reporte   | - 19' Rizvanović - 87' Bogdanić | Árbitro(s): Elchin Masiyev                   | Árbitro(s): Elchin Masiyev |

| 29 de marzo de 2022 | Estonia | 0:4 (0:1) | España                                    | Novi Gradski, Ugljevik, Bosnia y Herzegovina |                            |
| 13:00 (CET)         |         | Reporte   | - 40' Ginés - 57', 61' Casals - 71' Bravo | Árbitro(s): Arda Kardeşler                   | Árbitro(s): Arda Kardeşler |

| 29 de marzo de 2022 | Bosnia y Herzegovina | 0:6 (0:4) | Bélgica                                                               | Stadium Etno Selo Stanišići, Bijeljina, Bosnia y Herzegovina |                            |
| 13:00 (CET)         |                      | Reporte   | - 7', 30', 55' Agyei - 33' (a.g.) Zrnić - 45' Fofana - 64' Monticelli | Árbitro(s): Elchin Masiyev                                   | Árbitro(s): Elchin Masiyev |

### Grupo 5
País anfitrión:  Luxemburgo
| Equipo     | Pts                                      | PJ                                       | PG                                       | PE                                       | PP                                       | GF                                       | GC                                       | Dif                                      |                                          |
| ---------- | ---------------------------------------- | ---------------------------------------- | ---------------------------------------- | ---------------------------------------- | ---------------------------------------- | ---------------------------------------- | ---------------------------------------- | ---------------------------------------- | ---------------------------------------- |
| Francia    | 6                                        | 2                                        | 2                                        | 0                                        | 0                                        | 5                                        | 1                                        | +4                                       |                                          |
| Luxemburgo | 3                                        | 2                                        | 1                                        | 0                                        | 1                                        | 2                                        | 2                                        | 0                                        |                                          |
| Inglaterra | 0                                        | 2                                        | 0                                        | 0                                        | 2                                        | 1                                        | 5                                        | -4                                       |                                          |
| Rusia      | Suspendido por la Invasión Rusia-Ucrania | Suspendido por la Invasión Rusia-Ucrania | Suspendido por la Invasión Rusia-Ucrania | Suspendido por la Invasión Rusia-Ucrania | Suspendido por la Invasión Rusia-Ucrania | Suspendido por la Invasión Rusia-Ucrania | Suspendido por la Invasión Rusia-Ucrania | Suspendido por la Invasión Rusia-Ucrania | Suspendido por la Invasión Rusia-Ucrania |

| 23 de marzo de 2022 | Luxemburgo | 0:2 (0:1) | Francia                     | Stade Alphonse Theis, Hesperange, Luxemburgo |                       |
| 18:00 (CET)         |            | Reporte   | - 19' Tel - 54' (pen.) Doué | Árbitro(s): Snir Levy                        | Árbitro(s): Snir Levy |

| 23 de marzo de 2022 | Rusia | Cancelado | Luxemburgo | Stade Alphonse Theis, Hesperange, Luxemburgo |  |
| --:-- (CET)         |       | Reporte   |            |                                              |  |

| 26 de marzo de 2022 | Inglaterra | Cancelado | Rusia | Stadion Am Pëtz, Wiltz, Luxemburgo |  |
| --:-- (CET)         |            | Reporte   |       |                                    |  |

| 26 de marzo de 2022 | Francia                                         | 3:1 (1:1) | Inglaterra    | Stade Alphonse Theis, Hesperange, Luxemburgo |                            |
| 16:00 (CET)         | - Tel 20' (pen.) - Atangana Edoa 83' - Byar 86' | Reporte   | - 40' Duberry | Árbitro(s): Kai Erik Steen                   | Árbitro(s): Kai Erik Steen |

| 29 de marzo de 2022 | Inglaterra | 0:2 (0:1) | Luxemburgo                        | Stadion Am Pëtz, Wiltz, Luxemburgo |                       |
| 16:00 (CET)         |            | Reporte   | - 31' (pen.) Flick - 53' Souchard | Árbitro(s): Genc Nuza              | Árbitro(s): Genc Nuza |

| 29 de marzo de 2022 | Francia | Cancelado | Rusia | Stade Alphonse Theis, Hesperange, Luxemburgo |  |
| --:-- (CET)         |         | Reporte   |       |                                              |  |

### Grupo 6
País anfitrión:  Italia
| Equipo  | Pts | PJ | PG | PE | PP | GF | GC | Dif |
| ------- | --- | -- | -- | -- | -- | -- | -- | --- |
| Italia  | 9   | 3  | 3  | 0  | 0  | 5  | 1  | 4   |
| Polonia | 6   | 3  | 2  | 0  | 1  | 5  | 4  | 1   |
| Ucrania | 3   | 3  | 1  | 0  | 2  | 5  | 6  | -1  |
| Kosovo  | 0   | 3  | 0  | 0  | 3  | 1  | 5  | -4  |

| 20 de abril de 2022 | Kosovo | 0:2 (0:0) | Ucrania                         | Stadio Comunale Stefano Lotti, Poggibonsi, Italia |                                 |
| 12:00 (CET)         |        | Reporte   | - 75' Kremchanin - 90+1' Gusiev | Árbitro(s): Iwan Arwel Griffith                   | Árbitro(s): Iwan Arwel Griffith |

| 20 de abril de 2022 | Italia      | 1:0 (0:0) | Polonia | Estadio Artemio Franchi, Siena, Italia |                                    |
| 15:00 (CET)         | - Zięba 48' | Reporte   |         | Árbitro(s): Marian Alexandru Barbu     | Árbitro(s): Marian Alexandru Barbu |

| 23 de abril de 2022 | Ucrania                 | 2:3 (0:2) | Polonia                                        | Stadio Comunale Gino Manni, Colle di Val d'Elsa, Italia |                                 |
| 12:00 (CET)         | - Gusiev 61' - Dzen 88' | Reporte   | - 36' Tkacz - 45+2' Smiglewski - 58' Sławiński | Árbitro(s): Iwan Arwel Griffith                         | Árbitro(s): Iwan Arwel Griffith |

| 23 de abril de 2022 | Italia            | 1:0 (0:0) | Kosovo | Stadio Comunale Stefano Lotti, Poggibonsi, Italia |                          |
| 15:00 (CET)         | Bolzan 75' (pen.) | Reporte   |        | Árbitro(s): Rob Hennessy                          | Árbitro(s): Rob Hennessy |

| 26 de abril de 2022 | Polonia                                | 2:1 (0:1) | Kosovo         | Stadio Comunale Gino Manni, Colle di Val d'Elsa, Italia |                          |
| 15:00 (CET)         | - Smiglewski 59' - Terlecki 86' (pen.) | Reporte   | - 30' Krasniqi | Árbitro(s): Rob Hennessy                                | Árbitro(s): Rob Hennessy |

| 26 de abril de 2022 | Ucrania        | 1:3 (0:1) | Italia                                   | Estadio Artemio Franchi, Siena, Italia |                                    |
| 15:00 (CET)         | - Balaba 90+4' | Reporte   | - 28' Vacca - 59' Di Maggio - 74' Lipani | Árbitro(s): Marian Alexandru Barbu     | Árbitro(s): Marian Alexandru Barbu |

### Grupo 7
País anfitrión:  Eslovenia
| Equipo    | Pts | PJ | PG | PE | PP | GF | GC | Dif |
| --------- | --- | -- | -- | -- | -- | -- | -- | --- |
| Serbia    | 7   | 3  | 2  | 1  | 0  | 9  | 6  | +3  |
| Turquía   | 6   | 3  | 2  | 0  | 1  | 11 | 8  | +3  |
| Eslovenia | 4   | 3  | 1  | 1  | 1  | 10 | 6  | +4  |
| Gales     | 0   | 3  | 0  | 0  | 3  | 4  | 14 | -10 |

| 23 de marzo de 2022 | Eslovenia                                               | 5:0 (2:0) | Gales | Športni park Radenci, Radenci, Eslovenia |                                 |
| 12:00 (CET)         | - Potočnik 34', 61' - Kasalo 43' - Čuk 59' - Ristić 72' | Reporte   |       | Árbitro(s): Goga Kikacheishvili          | Árbitro(s): Goga Kikacheishvili |

| 23 de marzo de 2022 | Serbia                        | 3:2 (2:1) | Turquía                  | TŠC Trate Gornja Radgona, Gornja Radgona, Eslovenia |                           |
| 16:00 (CET)         | - Bubanj 2', 7' - Šljivić 79' | Reporte   | - 34' Yıldız - 73' Güler | Árbitro(s): Juri Frischer                           | Árbitro(s): Juri Frischer |

| 26 de marzo de 2022 | Eslovenia                   | 2:2 (1:0) | Serbia                              | Športni park Radenci, Radenci, Eslovenia |                               |
| 12:00 (CET)         | - Čuk 45+3' - Kvaternik 53' | Reporte   | - 84' Majstorović - 90+6' Stankovic | Árbitro(s): Krzysztof Jakubik            | Árbitro(s): Krzysztof Jakubik |

| 26 de marzo de 2022 | Turquía                                                   | 5:2 (3:1) | Gales                           | TŠC Trate Gornja Radgona, Gornja Radgona, Eslovenia |                           |
| 16:00 (CET)         | - Özdemir 9' - Sihlaroğlu 10' - Güler 33' - Uzun 55', 86' | Reporte   | - 17' (pen.), 58' (pen.) Harris | Árbitro(s): Juri Frischer                           | Árbitro(s): Juri Frischer |

| 29 de marzo de 2022 | Turquía                                   | 4:3 (1:1) | Eslovenia                                  | Športni park Radenci, Radenci, Eslovenia |                               |
| 14:00 (CET)         | - Uzun 45', 86' - Sönmez 57' - Yıldız 88' | Reporte   | - 4' Kasalo - 47' Dvoršak - 72' Stojinović | Árbitro(s): Krzysztof Jakubik            | Árbitro(s): Krzysztof Jakubik |

| 29 de marzo de 2022 | Gales                       | 2:4 (1:0) | Serbia                                        | TŠC Trate Gornja Radgona, Gornja Radgona, Eslovenia |                                 |
| 14:00 (CET)         | - Osmand 19' - Benjamin 55' | Reporte   | - 59', 77' Bubanj - 63' (pen.), 69' Milošević | Árbitro(s): Goga Kikacheishvili                     | Árbitro(s): Goga Kikacheishvili |

### Grupo 8
País anfitrión:  Portugal
| Equipo    | Pts | PJ | PG | PE | PP | GF | GC | Dif |
| --------- | --- | -- | -- | -- | -- | -- | -- | --- |
| Portugal  | 9   | 3  | 3  | 0  | 0  | 15 | 3  | +12 |
| Bulgaria  | 4   | 3  | 1  | 1  | 1  | 4  | 4  | 0   |
| Finlandia | 3   | 3  | 1  | 0  | 2  | 4  | 12 | -8  |
| Irlanda   | 1   | 3  | 0  | 1  | 2  | 5  | 9  | -4  |

| 23 de marzo de 2022 | Bulgaria      | 1:0 (1:0) | Finlandia | Estádio Dr. Orlando Mendes, Santa Comba Dão, Portugal |                            |
| 12:00 (CET)         | - Raychev 16' | Reporte   |           | Árbitro(s): Besfort Kasumi                            | Árbitro(s): Besfort Kasumi |

| 23 de marzo de 2022 | Portugal                                                    | 4:1 (2:0) | Irlanda        | Estádio Municipal do Fontelo, Viseu, Portugal |                           |
| 16:00 (CET)         | - Veloso 19' - Rodrigues 45+4' - Ribeiro 90+4' - Lima 90+7' | Reporte   | - 72' O'Mahony | Árbitro(s): Adam Ladebäck                     | Árbitro(s): Adam Ladebäck |

| 26 de marzo de 2022 | Irlanda         | 2:3 (1:1) | Finlandia                                | Estadio Sant'Ana, Penalva do Castelo, Portugal |                            |
| 12:00 (CET)         | - Umeh 14', 51' | Reporte   | - 43' Von Hellens - 78' Laine - 82' Lika | Árbitro(s): Besfort Kasumi                     | Árbitro(s): Besfort Kasumi |

| 26 de marzo de 2022 | Bulgaria     | 1:2 (1:1) | Portugal                 | Estádio João Cardoso, Tondela, Portugal |                       |
| 17:00 (CET)         | - Marinov 2' | Reporte   | - 29' Djaló - 86' Varela | Árbitro(s): Ion Orlic                   | Árbitro(s): Ion Orlic |

| 29 de marzo de 2022 | Irlanda                 | 2:2 (0:2) | Bulgaria           | Estádio Dr. Orlando Mendes, Santa Comba Dão, Portugal |                       |
| 14:00 (CET)         | - Vata 61' - Curtis 75' | Reporte   | - 13', 41' Raychev | Árbitro(s): Ion Orlic                                 | Árbitro(s): Ion Orlic |

| 29 de marzo de 2022 | Finlandia     | 1:9 (1:3) | Portugal                                                                                                  | Estádio Municipal do Fontelo, Viseu, Portugal |                           |
| 14:00 (CET)         | - Talvitie 2' | Reporte   | - 11' Moreira - 13' Gonçalves - 45+1', 60' (pen.), 65' Rodrigues - 74', 80', 89' Ribeiro - 90+2' Monteiro | Árbitro(s): Adam Ladebäck                     | Árbitro(s): Adam Ladebäck |

### Ranking de los segundos puestos
Los siete mejores segundos lugares de los 8 grupos clasifican a la Fase Final junto a los 8 ganadores de grupo. (Se contabilizan los resultados obtenidos en contra de los ganadores y los terceros clasificados de cada grupo).
| Pos. | Grupo | Equipo     | PJ | PG | PE | PP | GF | GC | DG | Pts |
| ---- | ----- | ---------- | -- | -- | -- | -- | -- | -- | -- | --- |
| 1    | 2     | Suecia     | 2  | 1  | 1  | 0  | 4  | 2  | +2 | 4   |
| 2    | 4     | Bélgica    | 2  | 1  | 0  | 1  | 6  | 1  | +5 | 3   |
| 3    | 3     | Escocia    | 2  | 1  | 0  | 1  | 6  | 5  | +1 | 3   |
| 4    | 7     | Turquía    | 2  | 1  | 0  | 1  | 6  | 6  | 0  | 3   |
| 5    | 6     | Polonia    | 2  | 1  | 0  | 1  | 3  | 3  | 0  | 3   |
| 6    | 8     | Bulgaria   | 2  | 1  | 0  | 1  | 2  | 2  | 0  | 3   |
| 7    | 5     | Luxemburgo | 2  | 1  | 0  | 1  | 2  | 2  | 0  | 3   |
| 8    | 1     | Hungría    | 2  | 0  | 1  | 1  | 1  | 3  | -1 | 1   |